# Nørre Tranders Kirke
Nørre Tranders Kirke er beliggende i det østlige Aalborg. Den er bygget i sidste halvdel af 1100-tallet.
Vagabonden Tordenkalven ligger begravet på Nørre Tranders kirkegård. En granitsten er rejst til minde om ham.
På sydsiden af skibet findes to skakbrætsten, begge med 5 vandrette og 15 lodrette rækker. Den ene sidder i soklen, den anden længere oppe i muren. På sydøstsiden af koret findes endnu en skakbrætsten, der dog er meget utydelig.